# 山本吉宣
山本 吉宣（やまもと よしのぶ、1943年1月27日 - 2023年7月7日）は、日本の政治学者。専門は国際政治学。東京大学名誉教授、青山学院大学名誉教授、新潟県立大学名誉教授、PHP総合研究所研究顧問。

## 経歴
1943年、神奈川県生まれ。東京都立小石川高等学校を卒業。東京大学教養学部で国際関係論を専攻し、1966年に卒業。1968年、同大学院社会学研究科修士課程修了し、1968年よりミシガン大学大学院に留学した。1974年にミシガン大学にて博士号を取得。
1975年、埼玉大学教養学部専任講師に就いた。助教授、教授に昇進。1989年、東京大学教養学部教授となる。2003年に東京大学を定年退官し、名誉教授となった。その後は青山学院大学国際政治経済学部教授として教鞭をとった。2013年に青山学院大学を定年退職し、名誉教授となった。2013年から新潟県立大学政策研究センター教授、2020年に名誉教授となった。1998～2000年に日本国際政治学会理事長を務めた。

## 受賞
- 2007年：第8回読売・吉野作造賞を受章。著書『「帝国」の国際政治学』による。

## 著作

### 単著
- 『国際的相互依存』（東京大学出版会, 1989年）
- 『「帝国」の国際政治学――冷戦後の国際システムとアメリカ』（東信堂, 2006年）
- 『国際レジームとガバナンス』（有斐閣, 2008年）

### 共著
- （衞藤瀋吉）『総合安保と未来の選択』（講談社, 1991年）

### 編著
- 『講座国際政治（1）国際政治の理論』（東京大学出版会, 1989年）
- Globalism, Regionalism and Nationalism: Asia in Search of its Role in the Twenty-first Century, (Blackwell, 1999).
- 『変貌するアメリカ太平洋世界（3）アジア太平洋の安全保障とアメリカ』（彩流社, 2005年）

### 共編著
- （鴨武彦）『相互依存の国際政治学』（有信堂高文社, 1979年）
- （薬師寺泰蔵・山影進）『国際関係論のフロンティア（4）国際関係理論の新展開』（東京大学出版会, 1984年）
- （鴨武彦）『相互依存の理論と現実』（有信堂高文社, 1988年）
- （田中明彦）『戦争と国際システム』（東京大学出版会, 1992年）
- （岩田一政・小寺彰・山影進）『国際関係研究入門』（東京大学出版会, 1996年／増補版, 2003年）
- （猪口孝・大澤真幸・岡沢憲芙・スティーブン・R・リード）『政治学事典』（弘文堂, 2000年）
- （河野勝）『アクセス安全保障論』（日本経済評論社, 2005年）
- （武田興欣）『アメリカ政治外交のアナトミー』（国際書院, 2006年）
- （押村高・羽場久美子）『国際政治から考える東アジア共同体 (青山学院大学総合研究所叢書) 』（ミネルヴァ書房、2012年）